# Airlec
Airlec (code IATA : FL, code OACI : ARL) était une ancienne compagnie aérienne régionale française basée sur l'aéroport de Bordeaux dans le département de la Gironde qui perdure aujourd'hui sous le nom de Airlec Air Espace.

## Histoire
C'est en 1958 que Michel Le Collen créé la compagnie d'aviation Airlec spécialisée dans le transport à la demande et la photographie aérienne.
À la suite de la réussite de l'examen de pilote d'hélicoptère, Michel Le Collen crée en 1970 de nouvelles activités aériennes à savoir le transport de VIP, les liaisons avec le vignoble bordelais, la surveillance de gazoducs et d'oléoducs, de lignes à haute tension pour le compte d'Électricité de France. S’ajoute une activité saisonnière aux Antilles françaises, liée au tourisme, le transport de passagers par hélicoptère,.
En  collaboration avec le SAMU 33, il organise en 1984 les transports sanitaires de nuit avec les principaux centres hospitaliers d'Aquitaine et de Charente Maritime.
En 1992, Airlec se regroupe avec la compagnie Air Vendée (Président Directeur Général Jean-Paul Dubreuil), avec Air Exel et Air Transport Pyrénées, pour créer un regroupement des activités lignes régulières des compagnies, qui donnera naissance à Régional Airlines et dont Airlec entre au capital pour 14%.    
Contrairement à Air Exel et Air Transport Pyrénées, le nom des compagnies Air Vendée et Airlec disparaissent et reprennent le code IATA d'Air Vendée, le code VM.   
La société affiche 41 employés dont 25 en personnel navigant au 31 décembre 1991, dispose de 17 avions au 30 juin 1992, 4 lignes régulières en 1991, aucune au 1er semestre de 1992, avoir transporté 19 000 passagers en 1991 pour un taux de remplissage de 43%.   
La société Airlec dépose son bilan courant 1993 et est reprise entre 1994 et 1995, elle s'appelle dorénavant Airlec Air Espace, spécialisée dans le transport sanitaire (Evasan), le transport exécutive et la formation et maintenance aéronautique. Elle vole toujours avec des Swearingen Merlin III.   
Michel Le Collen meurt le 16 septembre 2016.

## Le réseau
En 1986, Airlec desservait entre autres Rochefort à Rennes[pas clair].
En 1991, Airlec desservait Bordeaux, Toulouse et Paris.
En 1992, Airlec assurait les lignes Bordeaux-Rennes, Bordeaux-Dijon et Dijon-Toulouse sous Regional Airlines.

## Flotte
Le premier avion d'Airlec était un Cessna 172B en 1960, immatriculé F-BJRH. Auparavant, Michel Le Collen utilisait pour ses prises de vue aérienne un Piper Tri-Pacer. 
Vient ensuite un Cessna 205 immatriculé F-BLGR ou le Beechcraft B200 Super King Air F-GILF. 
En 1991, Airlec possédait 7 aéronefs
- 1 Beechcraft 90
- 2 Beechcraft 200 dont les F-GHLC[11] et F-GILE[11].
- 3 Swearingen Metro dont le F-GILN et F-GFPR.
- 1 Falcon 10

En 1993, la flotte comprend 15 appareils (10 King Air 200, 3 Metro et 2 Falcon 10).
En 1994, la flotte était composée de 10 avions et 3 hélicoptères dont les hélicoptères F-GJLJ, F-GOAO et F-BXLG.

## Accidents
Le 23 janvier 1987, le Beechraft C90 de la compagnie heurte sur l'aéroport de Pontoise, des congères de 30 à 50 cm endommageant l'appareil lors d'un vol pour une compagnie d'assurance entre Metz et Paris (initialement prévu Le Bourget mais déroutement sur Pontoise pour raison météo). Pas de blessé.
Le 19 septembre 1993, Le SA227 METRO III F-GILN affrété par une compagnie d'assurance embarque dix-sept britanniques (victimes d'un accident de la route) sur l'aérodrome de Troyes-Barberey à destination de l'aérodrome anglais de Biggin Hill. Une panne du moteur droit intervient durant l'accélération qui décide les pilotes d'interrompre le décollage. L'avion dépasse le bout de piste et termine sa course dans un champ labouré. Pas de blessé, appareil très endommagé (à 80%).